# Copa del Caribe de 1989
La Copa del Caribe de 1989 fue la 1.ª edición del torneo de naciones más importante del Caribe organizado por la CFU donde participaron 16 equipos luego de que Guyana fuera descalificado por no pagar multas. La ronda final se jugó en Barbados.
Trinidad y Tobago venció en la final a Granada para lograr el título por primera ocasión.

## Primeira Fase

### Group A
- 23-04-1989:  Trinidad y Tobago 11-0  Aruba en Arima
- 23-04-1989:  San Cristóbal y Nieves 1-0  Guayana Francesa en Basseterre
- 07-05-1989:  Granada 2-1  San Cristóbal y Nieves en St. George's
- 10-05-1989:  Guayana Francesa 1-3  Trinidad y Tobago en Cayenne
- 21-05-1989:  Aruba 0-0  Granada en Oranjestad
- 21-05-1989:  San Cristóbal y Nieves 0-2  Trinidad y Tobago en Basseterre
- 06-06-1989:  Granada 1-0  Trinidad y Tobago en St. George's
- 08-06-1989:  Guayana Francesa 4-0  Aruba en Cayenne
- 18-06-1989:  Aruba 1-4  San Cristóbal y Nieves en Oranjestad
- 30-06-1989:  Granada ganó a 2-1  Guayana Francesa en St. George's

| Equipo                 | J | G | E | P | GF | GC | GD  | Pts |
| ---------------------- | - | - | - | - | -- | -- | --- | --- |
| Granada                | 4 | 3 | 1 | 0 | 3  | 1  | +2  | 7   |
| Trinidad y Tobago      | 4 | 3 | 0 | 1 | 16 | 2  | +14 | 6   |
| San Cristóbal y Nieves | 4 | 2 | 0 | 2 | 6  | 5  | +1  | 4   |
| Guayana Francesa       | 4 | 1 | 0 | 3 | 5  | 4  | +1  | 2   |
| Aruba                  | 4 | 0 | 1 | 3 | 1  | 19 | -18 | 1   |

### Grupo B
- 23-04-1989:  San Vicente y las Granadinas 6-1  Sint Maarten en Arnos Vale
- 26-04-1989:  Antillas Neerlandesas 3-1  Martinica
- 07-05-1989:  Sint Maarten 1-2  Islas Vírgenes Británicas en Sint Maarten
- 10-05-1989:  Martinica 0-0  San Vicente y las Granadinas en Fort de France
- 21-05-1989:  San Vicente y las Granadinas 3-2  Antillas Neerlandesas en Kingstown
- 21-05-1989:  Martinica venció a  Islas Vírgenes Británicas
- 07-06-1989:  Antillas Neerlandesas 4-0  Islas Vírgenes Británicas
- 07-06-1989:  Martinica 10-0  Sint Maarten
- 18-06-1989:  Sint Maarten 1-2  Antillas Neerlandesas (también se reportó como 0-2 pero para las posiciones finales se consideró el resultado original)
- 19-06-1989:  San Vicente y las Granadinas 2-0  Islas Vírgenes Británicas

| Equipo                       | J | G | E | P | GF | GC | GD  | Pts |
| ---------------------------- | - | - | - | - | -- | -- | --- | --- |
| San Vicente y las Granadinas | 4 | 3 | 1 | 0 | 11 | 3  | +8  | 7   |
| Antillas Neerlandesas        | 4 | 3 | 0 | 1 | 11 | 5  | +6  | 6   |
| Martinica                    | 4 | 2 | 1 | 1 | 11 | 3  | +8  | 5   |
| Islas Vírgenes Británicas    | 4 | 1 | 0 | 3 | 2  | 8  | -6  | 2   |
| Sint Maarten                 | 4 | 0 | 0 | 4 | 3  | 20 | -17 | 0   |

Nota: Se desconoce el marcador final del partido entre  Martinica y las  Islas Vírgenes Británicas

### Grupo C
Resultados Conocidos:
- 23-04-1989:  Antigua y Barbuda 1-0  Jamaica en St. Johns
- 23-04-1989:  Santa Lucía derrotó a  Dominica
- 07-05-1989:  Jamaica 1-3  Guadalupe
- 13-05-1989:  Dominica 0-1  Antigua y Barbuda en Rosseau
- 21-05-1989:  Guadalupe beat  Dominica
- 04-06-1989:  Dominica 0-0  Jamaica en Roseau
- 18-06-1989:  Jamaica 1-1  Santa Lucía en Kingston

| Equipo            | J | G | E | P | GF | GC | GD | Pts |
| ----------------- | - | - | - | - | -- | -- | -- | --- |
| Guadalupe         | 4 | 3 | 0 | 1 | ?  | ?  | ?  | 6   |
| Antigua y Barbuda | 4 | 3 | 0 | 1 | ?  | ?  | ?  | 6   |
| Santa Lucia       | 4 | 2 | 1 | 1 | ?  | ?  | ?  | 5   |
| Jamaica           | 4 | 0 | 2 | 2 | 2  | 5  | -3 | 2   |
| Dominica          | 4 | 0 | 1 | 3 | ?  | ?  | ?  | 1   |

Notas:
Guadalupe ganó el grupo por diferencia de goles, mientras Antigua y Barbuda fue eliminado por ser el peor segundo lugar. Ambos tuvieron 3 triunfos y 1 derrota. Basados en esta información, se deducen 2 probabilidades:
- 1 - Antigua venció a Santa Lucía, Santa Lucía venció a Guadalupe, y Guadalupe le ganó a Antigua.
- 2 - Santa Lucía derrotó a Antigua, Guadalupe le ganó a Santa Lucía y Antigua venció a Guadalupe.

## Segunda Fase

### Grupo A
| Equipo            | J | G | E | P | GF | GC | GD | Pts |
| ----------------- | - | - | - | - | -- | -- | -- | --- |
| Trinidad y Tobago | 2 | 1 | 0 | 1 | 3  | 2  | +1 | 2   |
| Guadalupe         | 2 | 1 | 0 | 1 | 2  | 1  | +1 | 2   |
| Barbados          | 2 | 1 | 0 | 1 | 1  | 3  | -2 | 2   |

| 3 de julio de 1989 | Barbados | 1 – 0 | Guadalupe | National Stadium, Bridgetown, Barbados |  |

| 5 de julio de 1989 | Barbados | 0 – 3 | Trinidad y Tobago      | National Stadium, Bridgetown, Barbados |  |
|                    |          |       | P. Jones (2) M. Morris |                                        |  |

| 7 de julio de 1989 | Trinidad y Tobago | 0 – 2 | Guadalupe | National Stadium, Bridgetown, Barbados |  |

### Grupo B
| Equipo                       | J | G | E | P | GF | GC | GD | Pts |
| ---------------------------- | - | - | - | - | -- | -- | -- | --- |
| Granada                      | 2 | 1 | 1 | 0 | 3  | 1  | +2 | 3   |
| Antillas Neerlandesas        | 2 | 0 | 2 | 0 | 2  | 2  | 0  | 2   |
| San Vicente y las Granadinas | 2 | 0 | 1 | 1 | 1  | 3  | -2 | 1   |

| 2 de julio de 1989 | Granada                         | 2 – 0 | San Vicente y las Granadinas | National Stadium, Bridgetown, Barbados |  |
|                    | Joseph 17' (pen.) · Drayton 54' |       |                              |                                        |  |

| 4 de julio de 1989 | Antillas Neerlandesas | 1 – 1 | San Vicente y las Granadinas | National Stadium, Bridgetown, Barbados |  |

| 6 de julio de 1989 | Granada | 1 – 1 | Antillas Neerlandesas | National Stadium, Bridgetown, Barbados |  |

## Final
| 9 de julio de 1989 | Trinidad y Tobago     | 2 – 1 | Granada  | National Stadium, Bridgetown, Barbados |  |
|                    | Dwight Yorke 24' (89) |       | Hood 84' |                                        |  |

| Bandera de Trinidad y Tobago |
| Trinidad y Tobago 1º título  |